# Cathariinae
Die Cathariinae sind eine sehr kleine und umstrittene Unterfamilie der Crambidae. Derzeit sind nur zwei Arten insgesamt bekannt, sie stammen beide aus Europa. 

## Merkmale
Die Cathariinae sind durch die Reduktion verschiedener Merkmale im männlichen Genitalapparat und der Tympanalorgane der Weibchen charakterisiert.

## Lebensweise
Die zwei Arten der Cathariinae kommen ausschließlich in den montanen Bereichen der Alpen und der Pyrenäen vor.

## Systematik
Die Unterfamilie Cathariinae enthält zurzeit nur zwei Arten in einer Gattung. Manche Autoren betrachten sogar diese zwei Arten als lediglich zwei Populationen einer einzigen Art. Aus diesem Grund diskutieren manchen Forscher sogar die Möglichkeit, dass diese Gattung besser in die Unterfamilie Odontiinae (oder auch Pyraustinae) gestellt werden sollte.
- Catharia pyrenaealis (Duponchel, 1843)
- Catharia simplonialis (Heydenreich, 1851)